# Mirian Curletti
Mirian Belén Curletti (Resistencia, 1943) es una economista, escritora y política argentina de la Unión Cívica Radical, que se desempeñó como diputada nacional (1997-2001) y senadora nacional (2001-2007) por la provincia del Chaco.

## Biografía
Estudió biblioteconomía en la Universidad Nacional del Nordeste (UNNE), graduándose en 1966. En 1973 se graduó de licenciada en economía en la misma universidad, donde también obtuvo un magíster en Procesos de Integración Regional en 2000 y un doctorado en economía en 2005. También realizó posgrados de desarrollo agrícola en Israel.
Fue becaria del Consejo Federal de Inversiones (CFI) en 1974. En la UNNE fue profesora y secretaria académica en la Facultad de Ciencias Económicas en los años 1980. Entre 1990 y 1994 fue investigadora del CONICET.
En 1975 comenzó su carrera como funcionaria, encabezando el Departamento de Planificación y Coordinación Informativa y Estadística del Ministerio de Agricultura y Ganadería de Chaco, y al año siguiente fue directora de Planificación de dicho ministerio. Regresó a la función pública en 1983, siendo directora de Planeamiento del Ministerio de Economía provincial hasta 1985. De 1981 a 1991 fue asesora técnica en la Cámara de Diputados de la Provincia del Chaco. Entre 1995 y 1997 fue secretaria de Planificación y Evaluación de Resultados del gobierno chaqueño, y en 1997 representó a la provincia en el CFI.
Ese mismo año fue elegida diputada nacional por la provincia del Chaco, ocupando el cargo hasta 2001 cuando fue elegida senadora nacional. Fue vicepresidenta primera del Senado por dos períodos consecutivos entre 2003 y 2007, siendo la primera mujer en ocupar el cargo desde 1983. También fue vicepresidenta de la comisión de Apoyo a las Obras del Río Bermejo, y secretaria de la comisión de Población y Desarrollo Humano. Por cinco años consecutivos, fue la senadora que más proyectos de ley presentó, llegando a superar los 100 en 2007. Su mandato finalizó en diciembre de 2007.
Como escritora, publicó libros en Chaco y Formosa, y obtuvo premios en Argentina y en el exterior. En 1996 el Congreso de la Nación Argentina la distinguió como «Mujer Destacada del Año». También incursionó en el periodismo cultural. Entre 1995 y 1997 presidió la filial de Chaco de la Sociedad Argentina de Escritores.

## Obra literaria[2]
- De un tiempo que fue mío (1968).
- Tu vientre vegetal (1969).
- La mujer en la poesía argentina (antología) (1969).
- El amor en la poesía argentina (antología) (1977).
- Antología poética hispanoamericana,  (1978).
- Memoria del agua (1994).
- Quién es quién, G. Bertero (comp.) (1995).